# 不列顛尼亞號
不列顛尼亞號（Her Majesty's Yacht Britannia）是已退役的前英國皇家遊艇，在1953年至1997年間服役，最後一次出動是1997年6月前往香港，於1997年7月1日接載查理斯王子和剛卸任末任香港總督的彭定康離開香港前往菲律賓，並於同年12月正式退役。

## 历史
不列顛尼亞號由約翰布朗公司（John Brown & Co. Ltd）在蘇格蘭西邓巴顿郡建造，1953年4月16日由英國女王伊利沙伯二世主持下水禮，1954年1月11日首航。它被設計成可在戰時改裝成醫療船，但從來沒有被真正改裝。不列顛尼亞號曾被女王及其他皇室成員使用，作過696次外訪及272次英國水域內的探訪。1981年，查理斯王子與戴安娜王妃大婚時，曾以不列顛尼亞號作渡蜜月。1986年亦曾在亞丁的內戰中拯救1000名難民。

## 到訪香港及見證香港主權移交
不列顛尼亞號曾經三度到訪香港，首次訪港是菲臘親王在1959年訪港，其後是英女皇伊利沙伯二世在1986年結束訪問中國的行程後，轉往香港展開英女皇訪港行程。第三次是時任威爾斯親王查爾斯王子代表英女王到香港出席1997年7月1日的香港主權移交儀式。

## 退役
不列顛尼亞號在國內一直被指運作成本過高，加上過去作為大英帝國殖民統治全球的象徵，工黨在1997年上台執政後，在民意要求下宣佈不列顛尼亞號即將退役，這艘皇家遊艇的最後一次任務是在1997年6月到香港，在7月1日凌晨香港主權交接儀式後，在維多利亞港添馬艦的碼頭接載查理斯王子和剛卸任港督的彭定康離開香港，在漆咸號巡防艦及3艘出售給菲律賓海軍的孔雀級巡邏艦的護送下前往菲律賓；兩人與家人和隨行人員在抵達菲律賓後下船，再乘飛機返回英國，不列顛尼亞號及漆咸號之後啟程回國，3艘孔雀級巡邏艦則留在當地由菲律賓當局接收。1997年12月11日舉行的退役儀式，由伊利沙白二世女王主持，其他皇室成員亦有出席。
不列顛尼亞號共行駛達100多萬英里。退役後永久停泊在蘇格蘭愛丁堡利斯港的海運碼頭，成為一個旅遊景點。

## 画廊

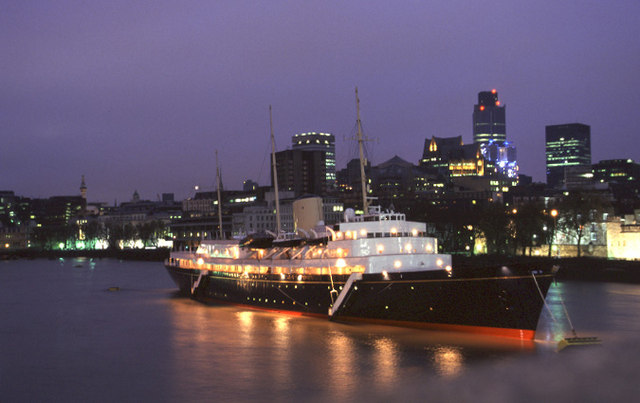
1997年11月在倫敦泰晤士河
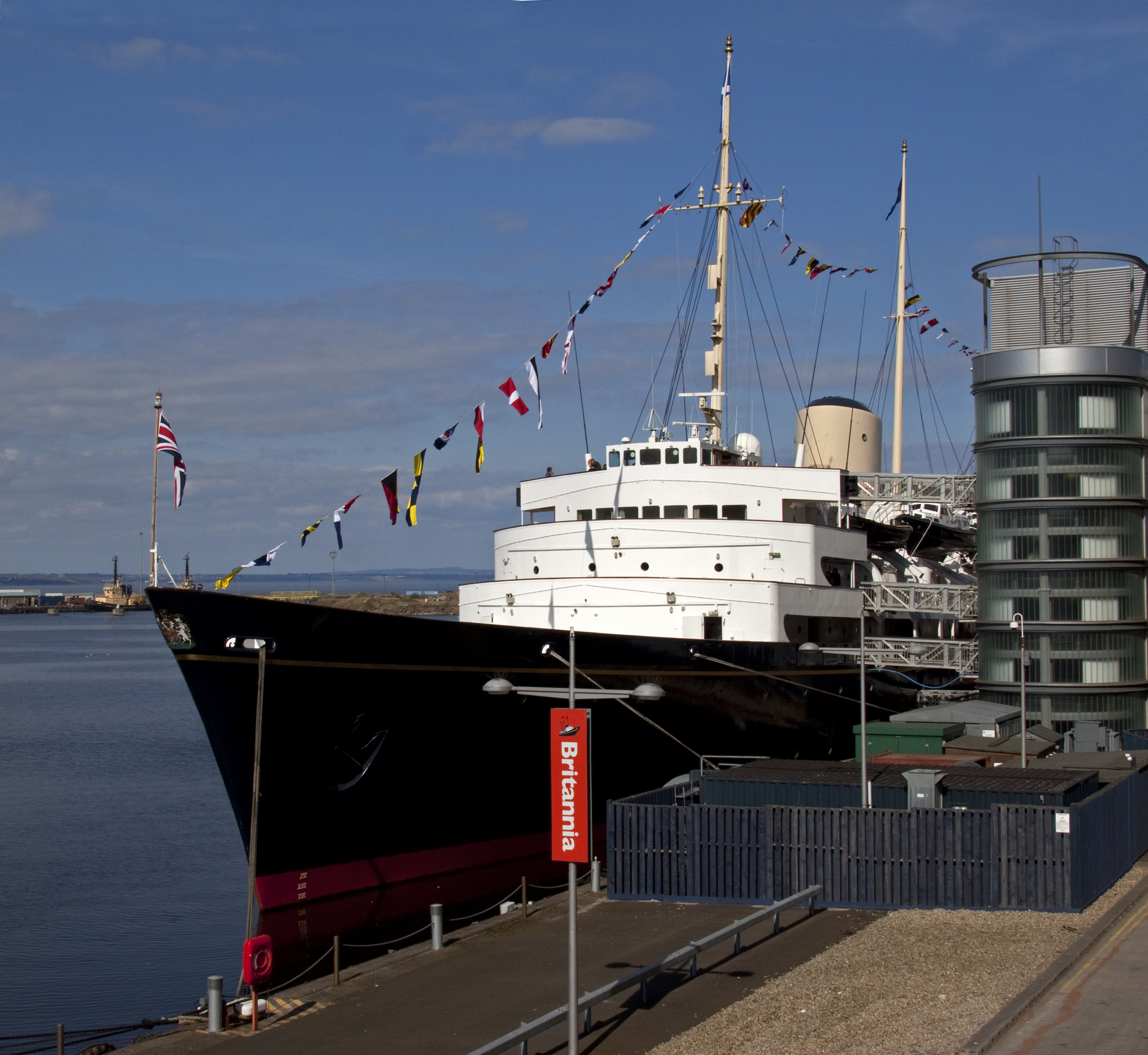
在碼頭停泊中
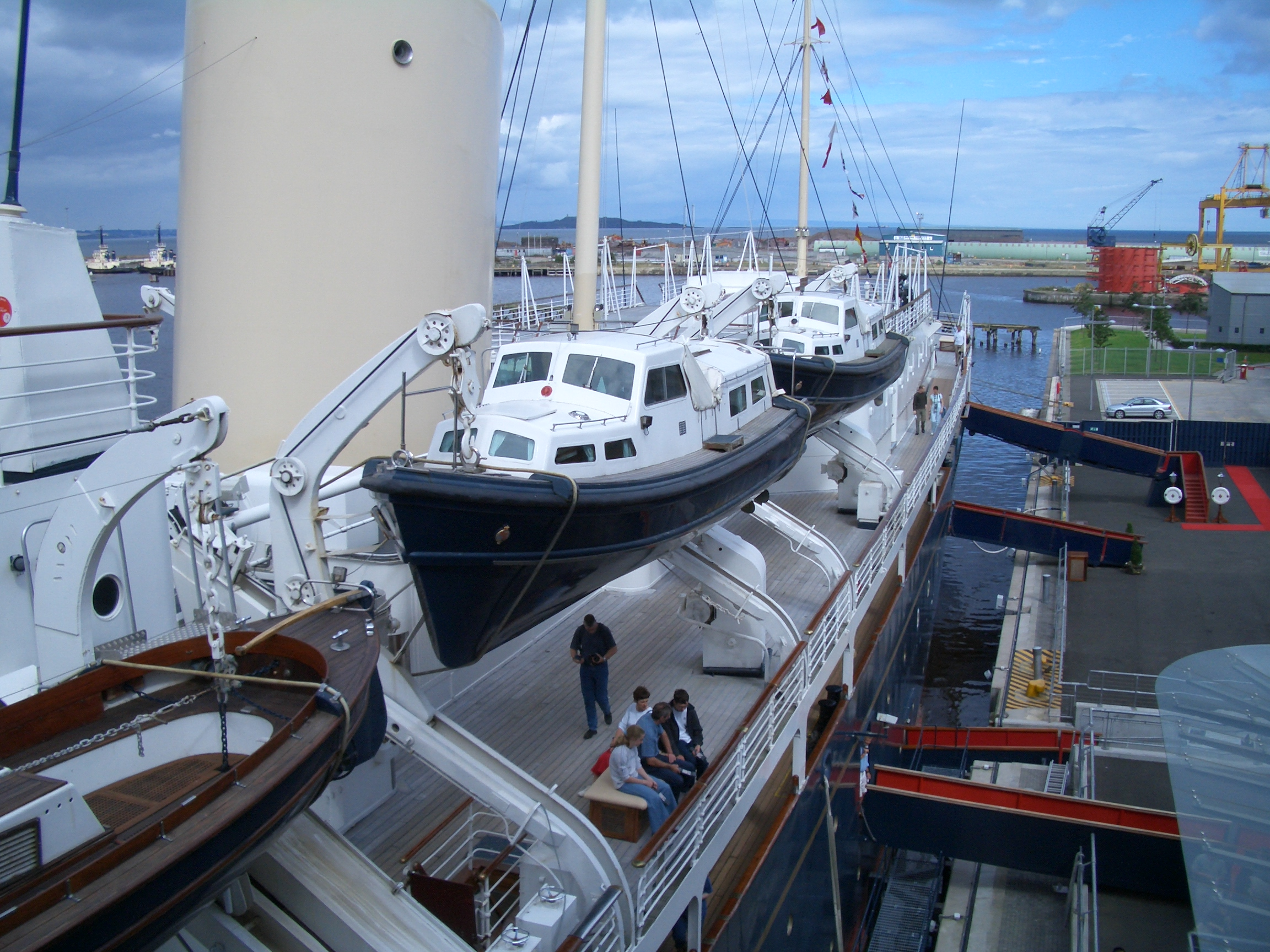
救生艇
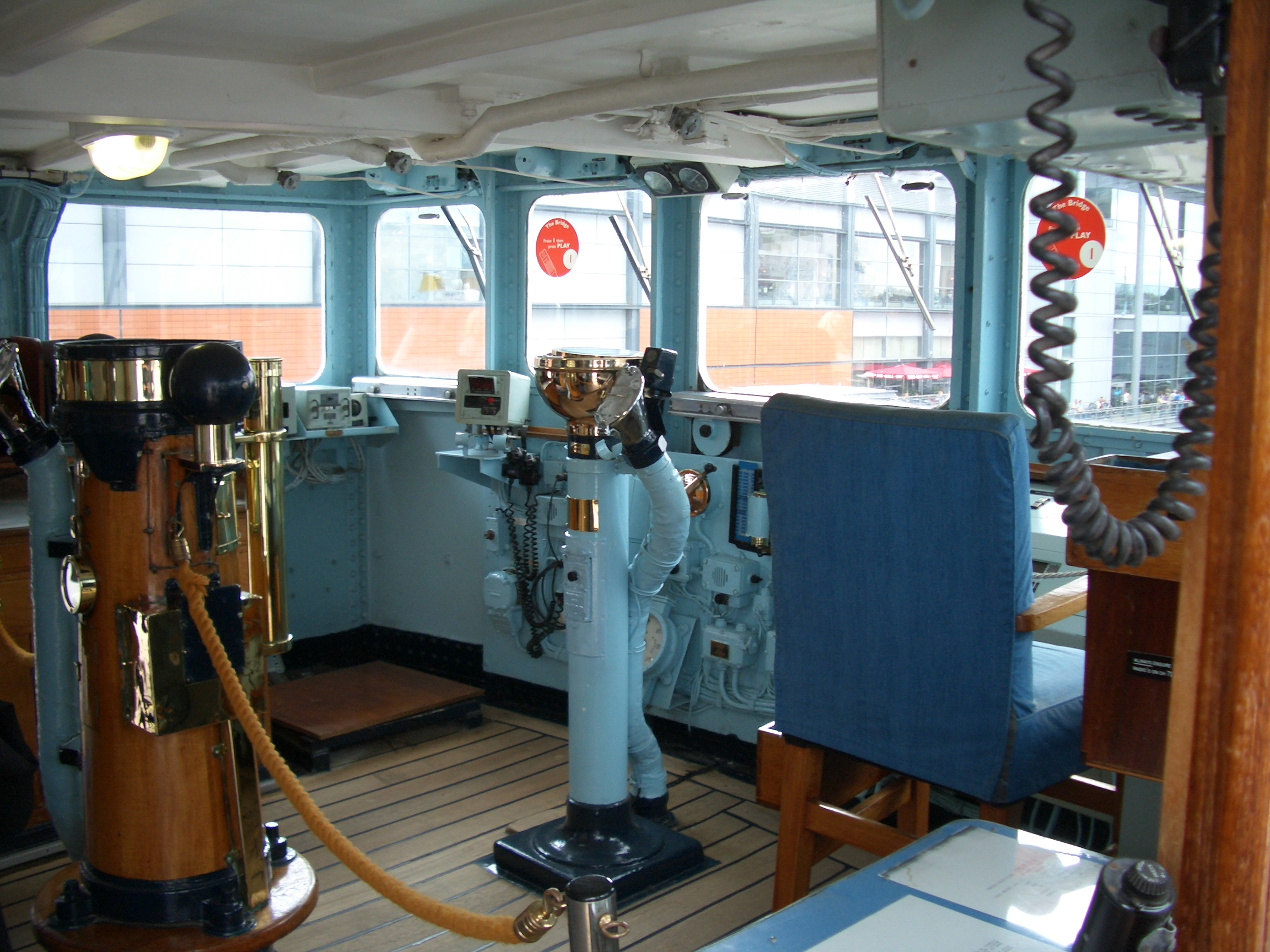
艦橋
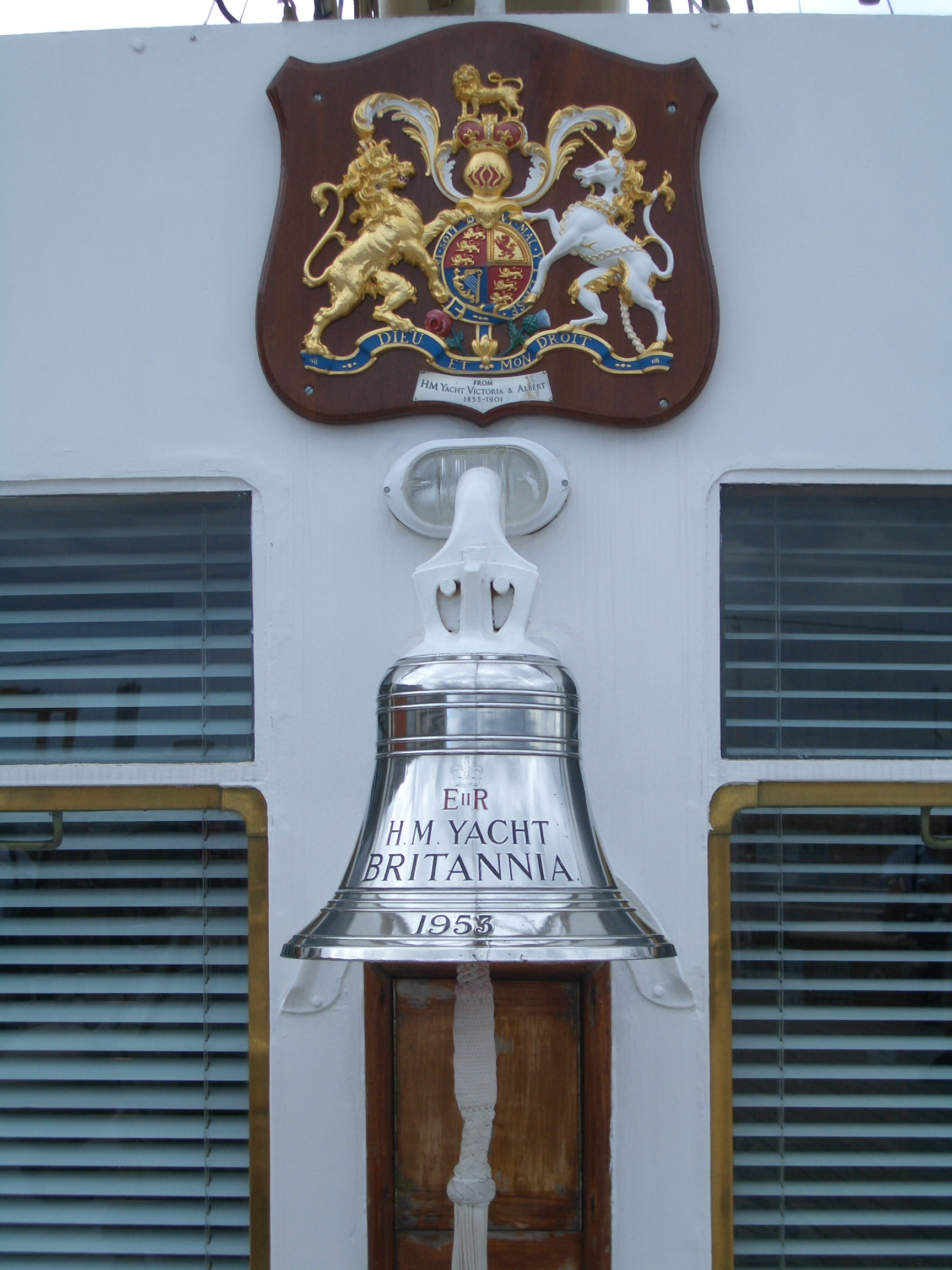
船鐘
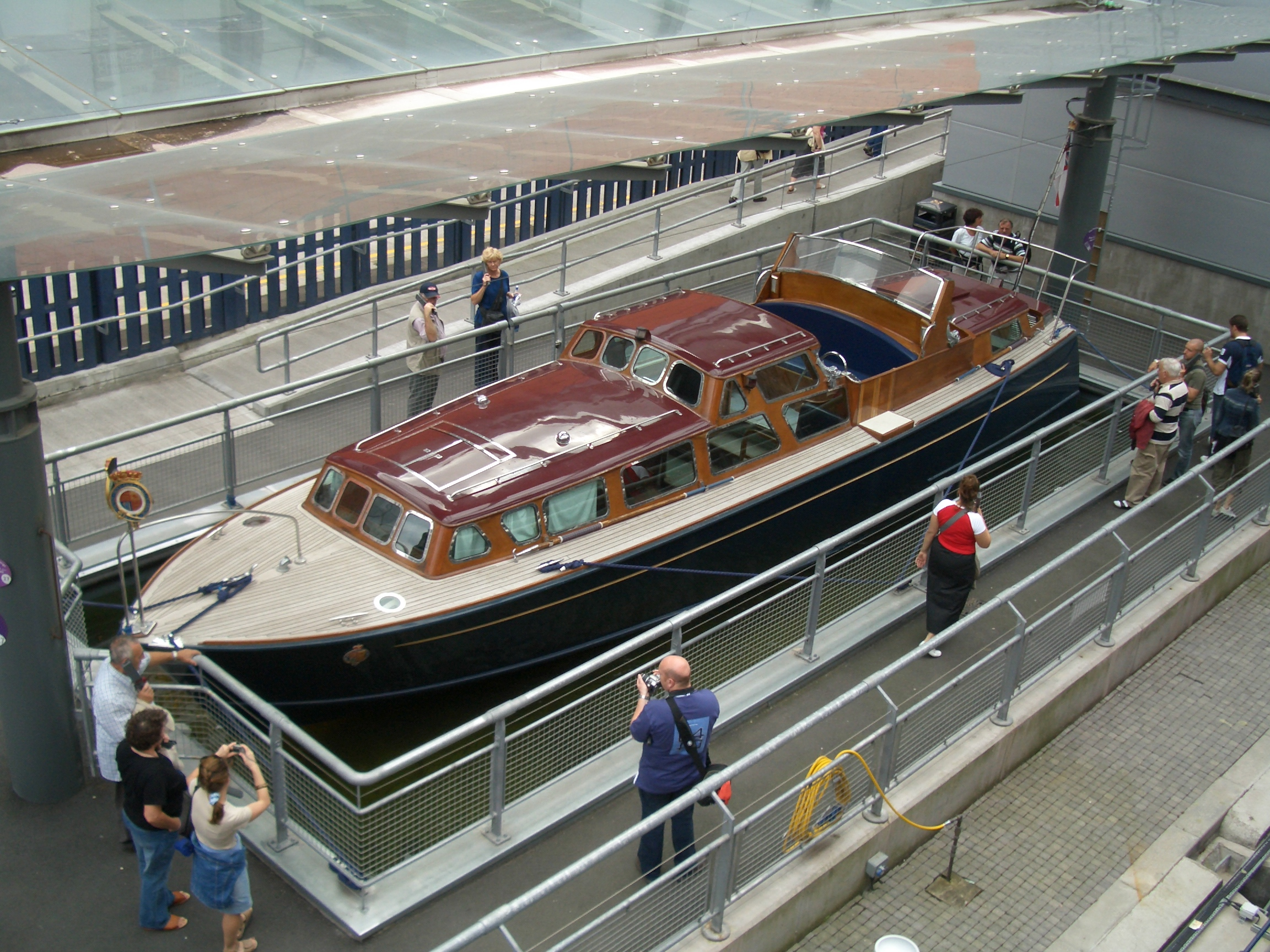
皇家驳船

## 外部連結
- 不列顛尼亞號（页面存档备份，存于）
- 《别了，“不列颠尼亚”》（页面存档备份，存于）

55°58′56″N 3°10′38″W / 55.9821331°N 3.1773017°W